# Leon X U 紅館演唱會2011
Leon X U 紅館演唱會2011是香港歌手黎明的個人演唱會，由寰亞娛樂、東亞娛樂、百仕活娛樂事業有限公司、東亞唱片製作有限公司、東亞唱片、湯臣國際娛樂主辦，Johnnie Walker及Neway為主題贊助商，演唱會於2011年12月5日至11日一連7場在香港體育館舉行。

## 背景
《Leon X U 紅館演唱會2011》是黎明第九次在香港體育館（紅磡體育館）舉行的個人演唱會，原定於2011年12月5至9日晚上8時15分舉行，其後於2011年12月10至11日加開2場，合共演出7場，門票售價分別為港幣500元、280元、120元，多名歌手及藝人於不同場次擔任表演嘉賓。限量版專輯《X Dec 11》於演唱會舉行期間在場館外發售。

## 製作
演唱會以「Leon X U」命名，「×」的意思是「Crossover」，「U」是英文字「You」的簡稱，「X U」的意思是「與你」，演唱會名稱解作「Leon Crossover與你」，設有與觀眾互動的環節，邀請台下觀眾上台互動，四面式舞台以簡潔的設計為主，配以巨型立體「X」字作布景。黎明於2011年6月獲服裝品牌Ermenegildo Zegna邀請到米蘭出席時裝展，為演唱會服裝尋找靈感，並與該品牌的形象總監Anna Zegna及其設計團隊交流演唱會的概念，一起構思演唱會的服飾。黎明在籌備演會期間每天游泳及跑步方式練氣，以應付演出。演唱會監製要求每次綵排都要一氣呵成，有別於以往的演唱會排練方式。

### 演唱場次及曲目
此演唱會由雷頌德擔任音樂總監並於部份環節中參與演出，陳小春、李思捷、王灝兒、衛蘭、蘇永康、許志安、陳慧琳分別於不同場次擔任表演嘉賓。以下是演唱場次列表：
| 場次 | 舉行日期（星期）     | 表演嘉賓               | 來源                 |
| ---- | -------------------- | ---------------------- | -------------------- |
| 1    | 2011年12月5日（一）  | 陳小春、王灝兒、李思捷 | [ 18 ] [ 19 ] [ 20 ] |
| 2    | 2011年12月6日（二）  | 陳小春、李思捷         | [ 21 ]               |
| 3    | 2011年12月7日（三）  | 陳小春、王灝兒         | [ 22 ] [ 23 ]        |
| 4    | 2011年12月8日（四）  | 許志安                 | [ 24 ]               |
| 5    | 2011年12月9日（五）  | 蘇永康                 | [ 25 ] [ 26 ]        |
| 6    | 2011年12月10日（六） | 王灝兒、衛蘭           | [ 27 ]               |
| 7    | 2011年12月11日（日） | 陳慧琳                 | [ 28 ]               |

黎明希望用其他人的角度去選擇演唱的歌曲，因此沒有參與選歌工作，選歌的程序全部交由監製負責。以下是首場演唱會的演唱歌曲名單：
1. 對不起我愛你
2. 情深說話未曾講
3. 那有一天不想你
4. 沒名字的歌無名字的你
5. 人在黎明
6. 如果這是情
7. 願你今夜別離去
8. 串燒歌曲：你令愛了不起、貪新愛舊、Wannabe
9. 友情歲月（與陳小春合唱）
10. 別碰我的人（陳小春演唱）
11. 愛你／不愛你
12. 喜
13. 眼睛想旅行
14. 愈夜愈有機
15. Sugar in the Marmalade
16. Juicy Girl（王灝兒演唱）
17. 情
18. 愛比我重要
19. 孤單的人孤單的我
20. 我這樣愛你
21. Encore環節：夏日傾情、一夜傾情、無名份的浪漫、我的親愛（繞場一周與觀眾握手，歷時約十五分鐘）[32]

### 製作團隊
以下是《Leon X U 紅館演唱會2011》的製作人員名單：
- 執行導演：早
- 視像導演：晴朗
- 統籌：廖嘉敏
- 音樂總監：雷頌德
- 樂隊成員：鄧建明（Guitarists）、Yin Wong（Guitarists）、Pal（Bassist）、Melchoir（Drummer）、唐奕聰（Keyboards）、Dennie（Piano）、雷有輝（Chorus）、Viki Chan（Chorus）
- 工程總監：陳木興
- 工程統籌：Christopher Chan
- 音響設計：陳木興、Toda Yosuke
- 燈光設計：蔡頌倫
- 全場燈光及音響樂器提供：興明亞洲工程有限公司
- 舞台設計：Fion Cheng
- 舞台製作：菱藝廣告製作有限公司
- 舞台機械工程：協興隆鐵器有限公司
- 舞台煙火效果：FX Man Special Effect奇幻異俠
- 視像攝錄：Wellfit Multi Media Group
- 舞蹈總監：Bryan、Nick @ Hong Kong Funky Dance Centre
- 藝人及舞蹈員服裝設計及製作：姚志康
- 黎明髮型設計：Sev Tsang @ Hair Culture
- 嘉賓及舞蹈員髮型設計：Sunny Yu  @ Hair Culture
- 黎明化妝設計：岳乘行
- 藝人及舞蹈員化妝設計：江中平 @ A&V Makeup School
- 製作統籌：Much Entertainment Limited
- 宣傳統籌：Mavis Leung
- 演唱會海報攝影：張文華
- 演唱會海報設計：Bryan @ ideas2go
- 原聲母帶製作：Anthony Yeung @ A Asterisk Music
- 後期視像製作：Wellfit Productions Limited
- 主辦機構：褱亞娛樂、東亞娛樂、百仕活娛樂事業有限公司、東亞唱片製作有限公司、湯臣國際娛樂
- 出品人：許冰心、王凱文、湯珈鋮
- 製作：百仕活娛樂事業有限公司
- 顧問及經理人公司：陳善之 @ 百仕活娛樂事業有限公司

## 反響

### 媒體及觀眾
綜合各傳媒的報導，《Leon X U 紅館演唱會2011》演唱會入座率接近全場滿座，場外售賣紀念品的攤位吸引大批觀眾圍觀，現場觀眾來自香港及外地，包括具知名度的演藝界和政界人士，2名觀眾獲安排上台玩遊戲，觀眾其後將所得的獎金全數捐給香港公益金，黎明與現場觀眾握手時，不少觀眾表現熱情，有人在握手環節箍着黎明的頸，黎明在完場後發現右手紅腫
，估計是與觀眾握手時弄傷。2011年12月11日是黎明的生日，有觀眾準備了生日禮物於演唱會上親手送給黎明，也有不少觀眾並鼓掌歡迎出席觀看演唱會的黎明妻子樂基兒。傳媒認為黎明在這次的演唱中表現親民，主動接觸觀眾，不但有安歌環節，與觀眾握手的時間亦長達15分鐘，而黎明在演唱會中演出長逾十六分鐘的跳舞環節亦成為傳媒和觀眾的焦點之一。

### 演出團隊
演唱會的服裝總監姚志康表示12月正直尷尬季節，新款的秋冬服裝剛推出市場，要跟各大品牌斡旋，留住好貨，有服裝品牌主動提出贊助，但他認為合適最重要，因此拒絕了好幾家服裝公司，姚志康與製作團隊認為黎明只要做回觀眾心目中的形象就已經足夠。黎明認為跳舞是一種身體語言，每個人有不同的閱讀細胞，排練舞蹈目的是練習如何增加自然度，不是刻意擺動身體，並對綵排時受傷的男舞蹈員表示關心，他在演出時邊跳舞邊搖旗，工作人員為免影響搖旗效果，將舞台底的風機移得較遠，加上剛放完煙花，導致舞台上的氧氣不足，使他出現缺氧情況，工作人員其後將風機移近舞台，演出得以順利進行。此演唱的演出流程大部份都不是由黎明設計，他希望用觀眾角度去設計演出餐單，因此交由身邊的人去擬定。

## 影碟發行
《Leon X U 紅館演唱會2011》DVD及藍光光碟分別於2012年1月16日及2012年3月23日發行，曲目如下：
| DVD1 | DVD1                           | DVD1         |
| 曲序 | 曲目                           | 備註         |
| ---- | ------------------------------ | ------------ |
| 1.   | 對不起我愛你                   |              |
| 2.   | 情深說話未曾講                 |              |
| 3.   | 那有一天不想你                 |              |
| 4.   | 沒名字的歌無名字的你           |              |
| 5.   | 人在邊緣                       |              |
| 6.   | 如果這是情                     |              |
| 7.   | 願你今夜別離去                 |              |
| 8.   | Donate or Not                  | 每場精選輯錄 |
| 9.   | 紀念日（黎明、陳慧琳、雷頌德） |              |
| 10.  | 友情歲月（黎明、陳小春）       |              |
| 11.  | 別碰我的人（陳小春）           |              |

| DVD2 | DVD2                     | DVD2   |
| 曲序 | 曲目                     | 備註   |
| ---- | ------------------------ | ------ |
| 1.   | 愛你不愛你               |        |
| 2.   | 喜                       |        |
| 3.   | 眼睛想旅行               |        |
| 4.   | 越夜越有機               |        |
| 5.   | Sugar In The Marmalade   |        |
| 6.   | Juicy Girl               | JW演唱 |
| 7.   | 情                       |        |
| 8.   | 愛比我重要               |        |
| 9.   | 孤單的人孤單的我         |        |
| 10.  | Leon's Seasonal Greeting |        |
| 11.  | 我這樣愛你               |        |
| 12.  | Leon's Memorable Moments |        |
| 13.  | 夏日傾情                 |        |
| 14.  | 無名份的浪漫             |        |
| 15.  | 我的親愛                 |        |